# Andante et scherzo de Roussel
Pour les articles homonymes, voir Andante et scherzo.
Andante et scherzo, op. 51, est une pièce de musique de chambre pour flûte et piano d'Albert Roussel composée en 1934.

## Présentation
Andante et scherzo est un duo composé par Roussel en 1934 et dédié au flûtiste Georges Barrère.
L’œuvre est créée à Milan par le dédicataire, le 17 décembre 1934, et la partition est publiée la même année par Durand.
Le morceau porte le numéro d'opus 51 et, dans le catalogue des œuvres du compositeur établi par la musicologue Nicole Labelle, le numéro L 64.

## Analyse
La pièce est constituée de deux sections contrastées, un Andante, puis, en guise de scherzo, un Allegro con spirito.
Harry Halbreich souligne la « relative complexité harmonique » de la première partie, l'andante, qui « s'oppose à la simplicité très directe du truculent Scherzo à 
, l'une des pages les plus « flamandes » de Roussel ».
La durée moyenne d'exécution du diptyque est de cinq minutes environ.

## Discographie
- Albert Roussel Complete Chamber Music (3 CD), par Paul Verhey (flûte) et Jet Röling (piano), CD 3, Brilliant Classics 8413, 2006.